# Galbulidae
Galbulidae là một họ chim trong bộ Galbuliformes.

## Phân loại học
Họ: GALBULIDAE
- Chi: Galbalcyrhynchus
  - Galbalcyrhynchus leucotis
  - Galbalcyrhynchus purusianus
- Chi: Brachygalba
  - Brachygalba salmoni
  - Brachygalba goeringi
  - Brachygalba lugubris
  - Brachygalba albogularis
- Chi: Jacamaralcyon
  - Jacamaralcyon tridactyla
- Chi: Galbula
  - Galbula albirostris
  - Galbula cyanicollis
  - Galbula ruficauda
  - Galbula galbula
  - Galbula pastazae
  - Galbula cyanescens
  - Galbula tombacea
  - Galbula chalcothorax
  - Galbula leucogastra
  - Galbula dea
- Chi: Jacamerops
  - Jacamerops aureus

## Hình ảnh

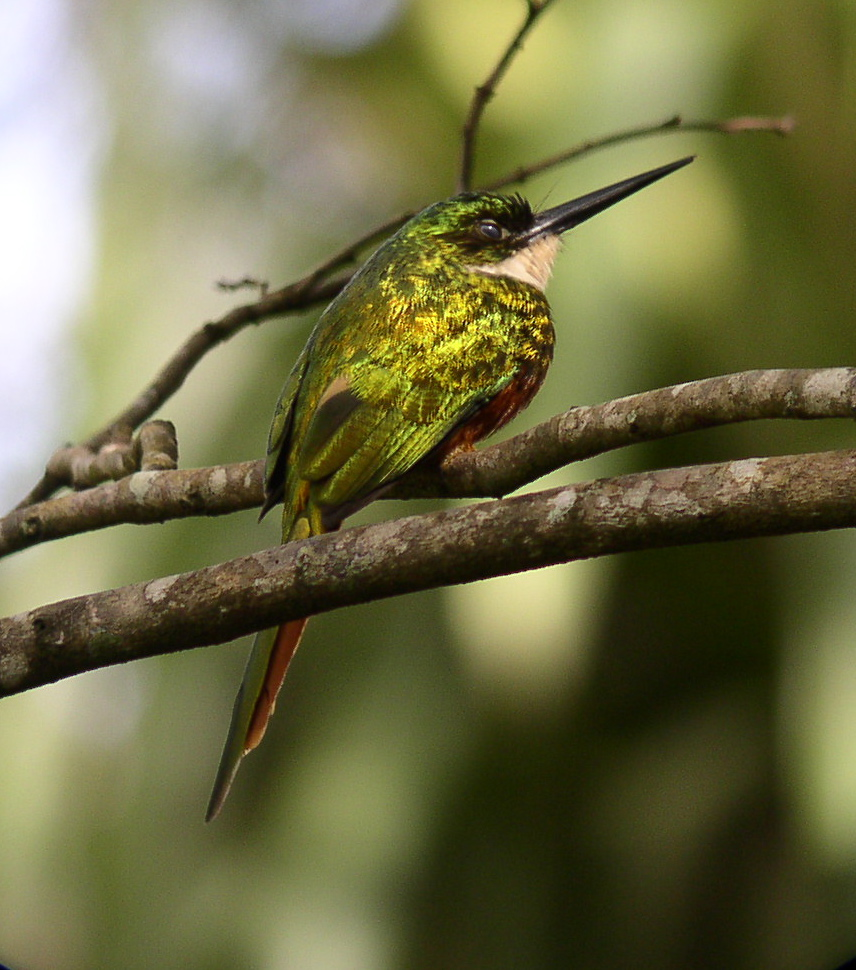
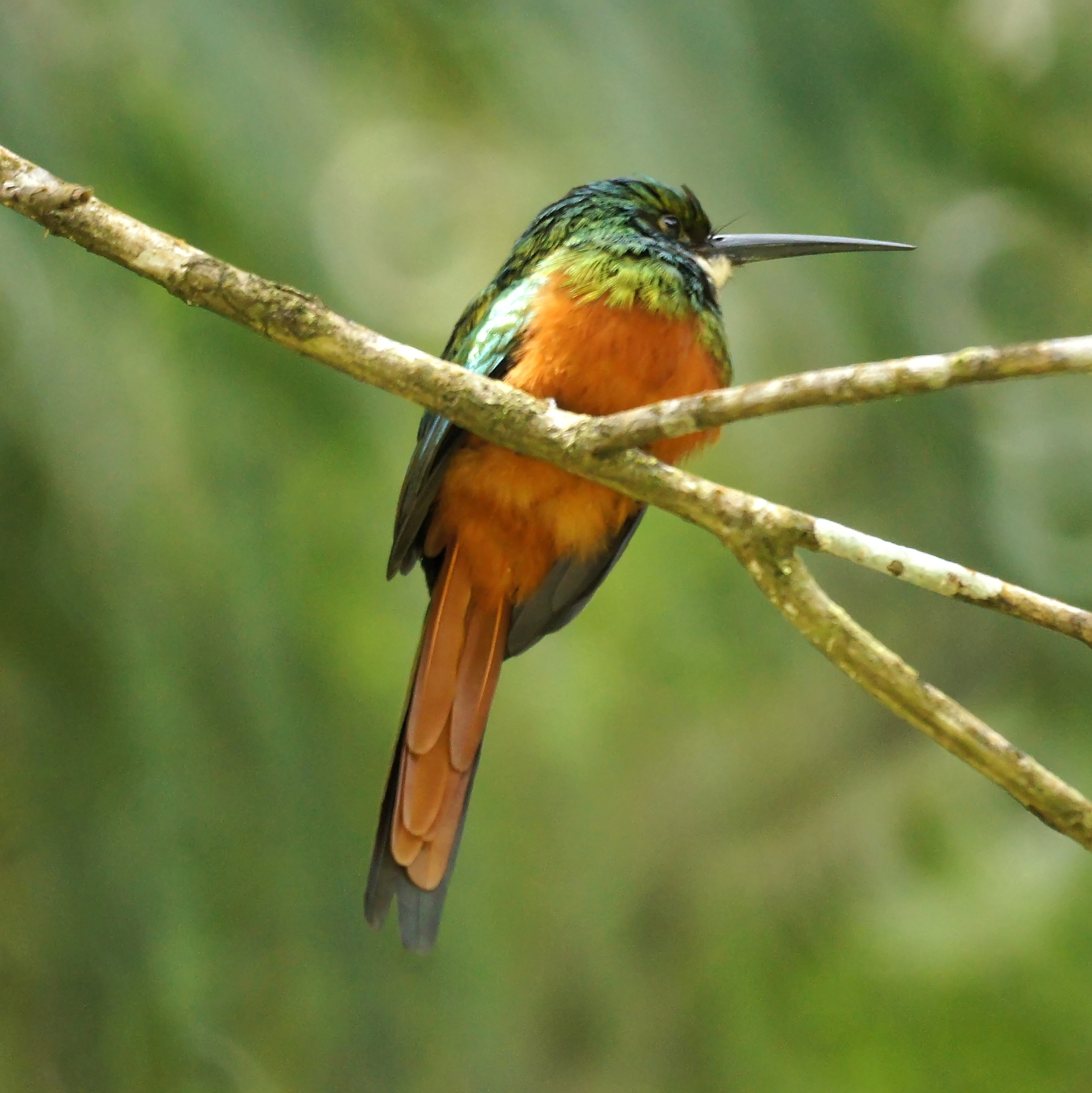

- Tập tin:ARIRAMBA-DE-CAUDA-RUIVA (Galbula ruficauda).jpg